# ديفيد كاربنتر
ديفيد كاربنتر (بالإنجليزية: David Carpenter) هو قاتل متسلسل أمريكي، ولد في 6 مايو 1930 في سان فرانسيسكو في الولايات المتحدة.